# Породично благо
Породично благо је српска телевизијска серија коју су продуцирали РТС и Комуна. Серију су режирали Александар Ђорђевић и Михаило Вукобратовић, док су сценарио написали Синиша и Љиљана Павић. Композитор музике је Корнелије Ковач.
Серија је снимана и премијерно приказивана у периоду од 1998. до 2002. године и има 62 епизоде. Када је серија премијерно приказивана, пуштана је једна епизода недељно, и то у недељу од 20:05 на ТВ 1 Београд (данашњи РТС).
По мотивима серије снимљен је филм Тајна породичног блага, као и неколико новогодишњих специјала.

## Радња
„Породично благо” је серија која описује живот породице Гавриловић – шесточлане београдске породице у којој заједно живе деда, супружници и њихово троје деце. Отац који ради у пропалом предузећу, старији син који је лош студент, кћерка која је бунтовница, млађи син који је незаинтересован за школу и деда који чува тајну закопаног блага, чине ову причу занимљивом. Наравно да је благо у средишту радње, јер за њега осим деде и унука сазнају и два брата који су купили плац на којем је закопано злато.
Главни јунаци су чланови београдске породице Гавриловић (деда, отац, супруга, и њихово троје деце). Деда Трајко Гавриловић, закопао је у младости ћуп са благом испод једног дрвета на свом плацу у Малом Мокром Лугу. У тешким временима, његов син Гаврило одлучује да прода тај плац, како би дошао до новца за покриће мањка у шпедитерској фирми у којој је радио као финансијски директор. Тај мањак је настао након што је Гаврило узео новац из службене касе, мислећи да се њиме послужи при решавању једног породичног проблема и након пар дана га врати, али је у томе онемогућен јер је његов син Златко новац изгубио, а потом тврдио да му је украден. На Трајкова упозорења да не продаје плац, Гаврило се није освртао, мислећи да му је отац сенилан и да је прича о благу плод његове маште. Нажалост, новцем од продатог плаца Гаврило не решава свој проблем, јер при покушају да га врати у фирму, долази до забуне услед које новац отима Душанка, љубавница Гавриловог генералног директора Говедаревића. Купац Гавриловог плаца, Тихомир Стојковић звани Тика Шпиц из села Стајковце код Власотинца, сазнаје за ћуп и одлучује да га ископа. У томе га је омео комшија Паја Пандуровић, који је померио ограду и присвојио један део раније Гавриловог, а потом Тихомировог плаца. Како би повратио и тај део, јер се баш на њему налазио ћуп, Тихомир одлучује да се ороди са Пандуровићем и наговара свог брата од стрица Ђорђа званог Ђоша да ожени Пандуровићеву ћерку, како би му она у мираз донела плац са ћупом. Тихомир успева у својој намери и коначно ископава ћуп, а благо из њега смешта у трезор банке. Како убрзо из других разлога он и његов ујак Житомир заврше у притвору (због неке забуне када је покрадена једна бензинска пумпа, а они се случајно затекли на лицу места), старање о благу преузима брат Ђоша, који благо дели на два дела, а свој део одмах узима и потроши. Како се у међувремену Трајко сусрео са Пандуровићем, након чега је прича о закопаном ћупу обелодањена, Ђоша је био принуђен да уочи договореног јавног ископавања ћупа, преосталу (Тихомирову) половину блага поново закопа, како би брата спасио затвора који му је претио услед почињене крађе, јер је у међувремену о свему обавештен и истражни судија Старчевић. У тој намери Ђоша је успео, пошто Трајко није упамтио колико је тачно златника било у ћупу, тако да је Тихомир ослобођен, мада је остао без новца, док је ископана половина блага враћена правим власницима, Гавриловићима. Након намиреног дуга, Гаврило напушта фирму у којој је радио, јер су управљање њоме у међувремену преузели радници, предвођени возачем Богољубом Гагићем званим Черчил и његовим колегом Сретеновићем званим Срета Штета. Деда Трајко од ископаног блага купује ауто сервис и поклања га унуцима, како би наставили да радом стичу средства за живот.

## Улоге

### Главни
- Светлана Бојковић као Валерија Гавриловић
- Михаило Јанкетић као Гаврило Гавриловић
- Небојша Глоговац као Златко Гавриловић
- Мина Лазаревић као Биљана Гавриловић
- Вукашин Марковић као Братислав Гавриловић
- Весна Тривалић као Биса Гавриловић
- Живојин Миленковић као Трајко Гавриловић

### Епизодни
| Глумац                            | Улога                                                   |
| --------------------------------- | ------------------------------------------------------- |
| Предраг Смиљковић                 | Тихомир Стојковић „Тика Шпиц“                           |
| Богољуб Митић                     | Ђорђе „Ђоша“ Стојковић                                  |
| Војин Ћетковић                    | Горан „Брандо“ Гагић (рођен као Стојановић)             |
| Данило Лазовић                    | Богољуб Гагић „Черчил“                                  |
| Снежана Савић                     | Рајна Гагић                                             |
| Александар Берчек                 | Павле Пандуровић — Паја Трошак                          |
| Љиљана Стјепановић                | Сида Пандуровић                                         |
| Александар Дунић                  | Костадин „Кокан“ Продановић                             |
| Милутин Мима Караџић              | Светозар Говедаревић                                    |
| Драган Николић                    | Лабуд Стојановић                                        |
| Миленко Заблаћански               | Добривоје Кашиковић „Миксер“                            |
| Бранко Цвејић                     | Јанко Јанковић „Листер“                                 |
| Бранимир Брстина                  | Житомир „Житко“ Стојковић                               |
| Никола Симић                      | Трипко „Триша“ Стојковић                                |
| Божидар Стошић                    | Ђорђе Стаменковић „Мачак“                               |
| Ева Рас                           | Ержебет „Бета“ Стаменковић                              |
| Катарина Вићентијевић             | Душанка „Дуда“ Свиларевић                               |
| Ђорђе Цакић                       | Џомба                                                   |
| Наташа Нинковић                   | Ружица „Рушка“ Ранковић                                 |
| Душан Почек                       | рачунополагач Зечевић                                   |
| Јелена Чворовић                   | Зорка Пандуровић                                        |
| Ненад Јездић                      | Слободан Танасијевић „Бода Тајсон“                      |
| Бранислав Лечић                   | Љубомир Старчевић „Љуба Рис“                            |
| Феђа Стојановић                   | Данило Језеркић „Језа“                                  |
| Мира Бањац                        | Розалија Газикаловић “Баба Роска”                       |
| Дуња Чинче                        | Јана Стојковић                                          |
| Биљана Николић                    | Жаклина „Жаке“ Стојковић                                |
| Раде Марјановић                   | Милорад „Мића“ Јанковић                                 |
| Иван Бекјарев                     | Веља Ваљаревић                                          |
| Јосиф Татић                       | Абу Бекир/Пера Циганин                                  |
| Милица Милша                      | Светлана „Лена“ Николић                                 |
| Петар Краљ                        | Пера „Поскок“ Радуловић                                 |
| Драган Јовановић                  | Драгиша „Гиша“ Свиларевић                               |
| Ненад Цигановић                   | пијаниста Ковачевић                                     |
| Радмила Савићевић                 | Достана                                                 |
| Велимир Бата Живојиновић          | Мајстор Крека                                           |
| Дара Џокић                        | Маријана Симовић                                        |
| Душан Голумбовски                 | Доктор Николић                                          |
| Срђан Јовановић                   | шегрт Милојица                                          |
| Александар Срећковић              | Диспечер Танасије                                       |
| Жижа Стојановић                   | Комшиница Славка                                        |
| Анита Манчић                      | Катарина „Каћа“ Јешић                                   |
| Милан Михаиловић                  | Јавни тужилац                                           |
| Горан Султановић                  | Тренер Мића                                             |
| Дејан Луткић                      | Александар Ковачевић                                    |
| Јелисавета Сека Саблић            | Главна медицинска сестра                                |
| Драган Вујић                      | Господин Лакроа                                         |
| Душан Тадић                       | Газда Миксерове кафане                                  |
| Оливера Викторовић                | Комшиница Љиља                                          |
| Милан Калинић                     | Миливоје, Језин конобар                                 |
| Мирјана Карановић                 | фармацеуткиња Сузана                                    |
| Свјетлана Кнежевић                | Листерова жена                                          |
| Оливера Марковић                  | Листерова ташта                                         |
| Гордана Бјелица                   | Лидија Николић                                          |
| Љубиша Баровић                    | Бошко Дивљак „Бубамара“                                 |
| Небојша Кундачина                 | Начелник у полицији                                     |
| Душан Радовић                     | Командир полиције                                       |
| Јована Петровић                   | Службеница у суду                                       |
| Селимир Тошић                     | Судија                                                  |
| Зоран Карајић                     | Председник суда                                         |
| Цане Фирауновић                   | Судски послужитељ                                       |
| Мирослав Бијелић                  | Службеник у суду                                        |
| Зоран Бабић                       | Оптужени                                                |
| Бранко Јеринић                    | Порески инспектор                                       |
| Миле Станковић                    | Гагићев Комшија                                         |
| Душан Милошевић                   | Гагићев Комшија 2                                       |
| Емица Дачић                       | секретарица Зорица                                      |
| Богдан Јакуш                      | возач Живорад                                           |
| Владислав Михаиловић              | фудбалер Јовић                                          |
| Мирољуб Димитријевић              | Младожења Шушњаревић                                    |
| Радојко Јоксић                    | Тренер / Путник / Радник у бутику                       |
| Фејат Сејдић                      | Шеф трубача                                             |
| Марко Баћовић                     | Наставник историје                                      |
| Ксенија Зеленовић                 | ћерка судије Риса                                       |
| Александар Груден                 | Професор Јеремић                                        |
| Милан Милосављевић                | рецепционер                                             |
| Младен Недељковић                 | продавац крушака на пијаци / продавац душека на бувљаку |
| Никола Јовановић                  | продавац ордења на бувљаку / Радник на паркингу         |
| Небојша Миловановић               | Срета Штета                                             |
| Миодраг Радовановић               | Рушкин отац                                             |
| Јанош Тот                         | Полицајац 1                                             |
| Горан Јевтић                      | Полицајац 2                                             |
| Драгица Ристановић                | Гаврилова секретарица                                   |
| Сандра Ногић                      | Листерова секретарица Јелена                            |
| Богдан Кузмановић                 | Фудбалер / Језин Телохранитељ                           |
| Рас Растодер                      | Радник обезбеђења / Радник на станици                   |
| Алек Родић                        | Радник у бутику                                         |
| Валентина Чершков                 | оставински судија                                       |
| Бранко Ђурић                      | Доктор Страхиња                                         |
| Бранислав Цига Миленковић         | Музикант                                                |
| Ненад Окановић                    | Поручник Јован Стевановић                               |
| Мида Стевановић                   | Просјак 1                                               |
| Ранко Гучевац                     | Просјак 2                                               |
| Марко Јеремић                     | Студент 1                                               |
| Гордан Кичић                      | Студент 2                                               |
| Миња Војводић                     | Радник обезбеђења у суду и банци                        |
| Мира Илић                         | продавачица кофера                                      |
| Предраг Коларевић                 | Избацивач / Језин горила                                |
| Аника Милићевић                   | Листерова ћерка                                         |
| Светислав Буле Гонцић             | Професор ФДУ-а                                          |
| Миодраг Кривокапић                | Доктор Вава Плетикосић                                  |
| Татјана Торбица                   | Медицинска сестра                                       |
| Тања Дивнић                       | Медицинска сестра Виолета                               |
| Радомир Радосављевић              | Болничар                                                |
| Александар Горанић                | Власник бензинске пумпе                                 |
| Иван Босиљчић                     | Мафијаш                                                 |
| Сандра Алексић                    | Болничарка на пријемном                                 |
| Бата Паскаљевић                   | Златар                                                  |
| Љубомир Ћипранић                  | Месар                                                   |
| Мелита Бихали                     | Радница у месари                                        |
| Радисав Радојковић                | Бисенијин комшија                                       |
| Добрила Илић                      | Живка, Бисенијина комшиница                             |
| Ивана Кнежевић                    | Бисенијина комшиница 2                                  |
| Синиша Убовић                     | Конобар Мића                                            |
| Милутин Јевђенијевић              | Гост у кафани                                           |
| Горан Даничић                     | Фудбалер                                                |
| Драгомир Станојевић - Бата Камени | Возач 1                                                 |
| Миомир Радевић                    | Возач 2                                                 |
| Горан Букилић                     | Тренер другог тима                                      |
| Веселин Стијовић                  | Таксиста 1                                              |
| Дејан Цицмиловић                  | Водитељ конференције за штампу                          |
| Игор Дамњановић                   | Отправник аутобуса                                      |
| Предраг Милетић                   | Полицајац на пумпи                                      |
| Јадранка Нанић                    | Милада Лада Трајковић                                   |
| Милош Тимотијевић                 | инспектор Лазаревић                                     |
| Миодраг Милованов                 | Листеров пријатељ                                       |
| Мирко Буловић                     | Говедаревићев пословни партнер                          |
| Драган Вучелић                    | крадљивац аутомобила / Брандов отмичар                  |
| Владан Савић                      | радник у златари                                        |
| Милутин Мићовић                   | Ветеринар                                               |
| Бошко Пулетић                     | Поштар                                                  |
| Богољуб Динић                     | Лекар                                                   |
| Даниел Сич                        | Хулиган                                                 |
| Нинослав Милићевић                | Неуропсихијатар                                         |
| Радован Миљанић                   | Власник стана                                           |
| Драган Лукић Омољац               | Сељак                                                   |
| Срђан Дедић                       | Конобар                                                 |
| Јован Љубеновић                   | Таксиста 2 / чувар у затвору                            |
| Славица Крсмановић                | новинар на конференцији за штампу                       |
| Иван Зацеро                       |                                                         |
| Ненад Рачковић                    |                                                         |
| Раде Којчиновић                   | Председник клуба                                        |
| Јован Ристовски                   | Пантелић                                                |

## Епизоде
| Сезона | Сезона | Епизоде | Епизоде | Оригинално емитовање | Оригинално емитовање |
| Сезона | Сезона | Епизоде | Епизоде | Премијера            | Финале               |
| ------ | ------ | ------- | ------- | -------------------- | -------------------- |
|        | 1.     | 21      | 21      | 1. новембар 1998.    | 21. март 1999.       |
|        | 2.     | 15      | 15      | 25. фебруар 2001.    | 3. јун 2001.         |
|        | 3.     | 26      | 26      | 30. децембар 2001.   | 23. јун 2002.        |

## Награде
- Награду за најбољи Глумачки пар године по избору читалаца ТВ Новости су два пута добили Мина Лазаревић за улогу Чупке и Војин Ћетковић за улогу Бранда на Филмским сусретима у Нишу 1999. и 2002. године.[6][7]
- Награду за најбољи Глумачки пар године по избору читалаца ТВ Новости су добили Снежана Савић за улогу Рајне и Драган Николић за улогу Лабуда на Филмским сусретима у Нишу 2001. године.[6]
- Предраг Смиљковић је за улогу Тихомира Стојковића Шпица награђен Златном антеном на првом Фестивалу домаћих играних серија 2011. године.[8]

## Промена улога кроз серију
- Никола Јовановић је прво играо радника на паркингу, а затим продавца ордења на бувљаку.
- Младен Недељковић је прво играо продавца крушака на пијаци, а онда продавца душека на бувљаку.
- Радојко Јоксић је играо три улоге. Прво је био тренер, затим путник, а онда радник у бутику.
- Богдан Кузмановић је прво глумио фудбалера, а касније Језиног телохранитеља.
- Синиша Убовић је прво играо радника у банци па конобара Мићу у кафићу ФК Метеор.

## Занимљивости и недоследности
- Сцена где се одиграла фудбалска утакмица је снимана на стадиону ФК Чукарички (сликано 2015.).[9]Серија је, осим у Србији, приказивана и у Босни и Херцеговини и Хрватској. У Босни и Херцеговини је стекла велику популарност па је више пута репризирана.
- У неколико епизода се виде микрофони који прате глумце.
- У 8. епизоди, Валерија је рекла како се презива Голубовић, а у ствари је Гавриловић.
- Емитовање је због НАТО бомбардовања прекинуто 21. марта 1999. након 21. епизоде, а настављено је 25. фебруара 2001. године.
- Према тврдњама Слободана Терзића, уредника серије, првобитно је било планирано да серија има 100 епизода. Међутим, након смене власти дошло је до промене уредника на телевизији, након чега је одлучено да се прекине снимање серије због чега су сценариста и продуценти били принуђени да серију скрате на 62 епизоде.
- Радни наслов серије је био Боља прошлост.[10]
- У једном тренутку, наставак снимања серије је доведен у питање, пошто је глумац Богољуб Митић изрекао виц на рачун Мирјане Марковић, као и њене политичке партије Југословенска левица.[11]
- Од свих серија Синише Павића, у овој су највише заступљени судски процеси, с обзиром на то да је Павић по професији био судија, који је у судству провео свој радни век.[12]
- Александар Берчек је глумио Пају Пандуровића, Љиљана Стјепановић је глумила Сиду Пандуровић, а Јелена Чворовић је глумила њихову ћерку Зорку. Међутим, Јелена Чворовић је две године старија од Берчека, а четири године старија од Љиљане Стјепановић.
- Стан у коме живи породица Гавриловић кориштен је и у серији Срећни људи. У том стану су становали Вукашин, Лола, Ђина и Неца.
- Контејнери испред зграде број 8 у Улици Милутина Бојића били су на том месту само у сцени у којој Бебан и Трајко траже зелену кесу с мапом закопаног блага.[13]

- Никола Симић који је глумио Трипка Стојковића је само две године старији од Дуње Чинче која је глумила његову ћерку Јану.
- Стан у којем је живела Бисенија Гавриловић (Весна Тривалић) је такође кориштен и у серији Метла без дршке.
- Иако је на почетку серије презиме Бисенијиног вереника Милорада (Раде Марјановић) Станивуковић, у каснијим епизодама он се презива Јанковић.
- У епизоди где Гаврило и Трајко проналазе Коканов индекс у индексу се наводи да се зове Светозар а пре и после тога је Костадин.
- У 35. епизоди, Валерија је рекла Гаврилу да јој притисак износи 160 са 100, а када је Гаврило разговарао са Златком рекао му је да је Валеријин притисак 170 са 100.
- У 56. епизоди, Паја Трошак говори како је почупао брисаче на Ђошином ауту, а у 57. епизоди види се да ауто има брисаче.
- Ово је последња серија настала у СР Југославији.
- Продавачица која је продала Тики Шпицу кофере касније се појављује као продавачица обуће.
- Један од просјака (Драган Вучелић) који су опљачкали Бебана касније се појављује прво као лопов који краде аутомобил да би затим био један од Језиних људи.
- Трансвестит који је у затвору са Шпицом и Житком у првим кадровима стварно је женска особа а не мушкарац (Дејан Луткић) у женској одећи како је приказано у каснијим кадровима.
- У овој серији, своју последњу улогу је остварила Радмила Савићевић (1926 - 2001).
- Локација Језиног локала "Мала Шведска" у више наврата је мењано.
- Ђоша у више наврата говори да је Житомир његов ујак. Међутим, он је Тихомиров ујак, а Ђоша је такође рекао у више наврата да му је Тихомир брат од стрица, што значи да нису од истих родитеља, из тога се закључује да је немогуће да је Житомир ујак обојици.
- Пенал-серије попут Брандове заиста су догађале, више пута.[14] У Србији је то неколико година након серије Породично благо успео Игор Којић на сусрету домаћег Купа између Хајдука с Лиона и Војводине.[15]

## Збирни извори
1. ↑  Најава ТВ програма од 7, 14. и 21. новембра 1998. У најави програма за 21. новембар је наведено да се приказује трећа епизода.[2][3][4]